# Период зараћених држава
| Историја Кине | Историја Кине                          | Историја Кине                          | Историја Кине                          | Историја Кине                          | Историја Кине                          | Историја Кине                          | Историја Кине                          |
| --- | -------------------------------------- | -------------------------------------- | -------------------------------------- | -------------------------------------- | -------------------------------------- | -------------------------------------- | -------------------------------------- |
| АНТИКА |                                        |                                        |                                        |                                        |                                        |                                        |                                        |
| Неолит c. 8500 – c. 2070 п. н. е. |                                        |                                        |                                        |                                        |                                        |                                        |                                        |
| Династија Сја c. 2070 – c. 1600 п. н. е. |                                        |                                        |                                        |                                        |                                        |                                        |                                        |
| Династија Шанг c. 1600 – c. 1046 п. н. е. |                                        |                                        |                                        |                                        |                                        |                                        |                                        |
| Династија Џоу c. 1046 – 256 п. н. е. |                                        |                                        |                                        |                                        |                                        |                                        |                                        |
| Западни Џоу |                                        |                                        |                                        |                                        |                                        |                                        |                                        |
| Источни Џоу |                                        |                                        |                                        |                                        |                                        |                                        |                                        |
| Пролеће и Јесен |                                        |                                        |                                        |                                        |                                        |                                        |                                        |
| Зараћене државе |                                        |                                        |                                        |                                        |                                        |                                        |                                        |
| ЦАРСТВО |                                        |                                        |                                        |                                        |                                        |                                        |                                        |
| Династија Ћин 221–206 п. н. е. |                                        |                                        |                                        |                                        |                                        |                                        |                                        |
| Династија Хан 206 п. н. е. – 220 н. е. |                                        |                                        |                                        |                                        |                                        |                                        |                                        |
| Западни Хан |                                        |                                        |                                        |                                        |                                        |                                        |                                        |
| Династија Син |                                        |                                        |                                        |                                        |                                        |                                        |                                        |
| Источни Хан |                                        |                                        |                                        |                                        |                                        |                                        |                                        |
| Три краљевства 220–280 |                                        |                                        |                                        |                                        |                                        |                                        |                                        |
| Веј, Шу и Ву |                                        |                                        |                                        |                                        |                                        |                                        |                                        |
| Династија Ђин 265–420 |                                        |                                        |                                        |                                        |                                        |                                        |                                        |
| Западни Ђин |                                        |                                        |                                        |                                        |                                        |                                        |                                        |
| Источни Ђин | Шеснаест краљевстава                   | Шеснаест краљевстава                   | Шеснаест краљевстава                   | Шеснаест краљевстава                   | Шеснаест краљевстава                   | Шеснаест краљевстава                   | Шеснаест краљевстава                   |
| Јужне и Сјеверне династије 420–589 |                                        |                                        |                                        |                                        |                                        |                                        |                                        |
| Династија Суеј 581–618 |                                        |                                        |                                        |                                        |                                        |                                        |                                        |
| Династија Танг 618–907 |                                        |                                        |                                        |                                        |                                        |                                        |                                        |
| (Друга Џоу династија 690–705) |                                        |                                        |                                        |                                        |                                        |                                        |                                        |
| Пет династија и десет краљевстава 907–960 | Династија Љао 907–1125                 | Династија Љао 907–1125                 | Династија Љао 907–1125                 | Династија Љао 907–1125                 | Династија Љао 907–1125                 | Династија Љао 907–1125                 | Династија Љао 907–1125                 |
| Династија Сунг 960–1279 |                                        |                                        |                                        |                                        |                                        |                                        |                                        |
| Северни Сунг |                                        | Западни Сја                            | Западни Сја                            | Западни Сја                            | Западни Сја                            | Западни Сја                            | Западни Сја                            |
| Јужни Сунг | Ђин                                    |                                        |                                        |                                        |                                        |                                        |                                        |
| Династија Јуан 1271–1368 |                                        |                                        |                                        |                                        |                                        |                                        |                                        |
| Династија Минг 1368–1644 |                                        |                                        |                                        |                                        |                                        |                                        |                                        |
| Династија Ћинг 1644–1911 |                                        |                                        |                                        |                                        |                                        |                                        |                                        |
| САВРЕМЕНО ДОБА |                                        |                                        |                                        |                                        |                                        |                                        |                                        |
| Република Кина 1912–1949 |                                        |                                        |                                        |                                        |                                        |                                        |                                        |
| Народна Република Кина 1949–садашњост | Република Кина (Тајван) 1949–садашњост | Република Кина (Тајван) 1949–садашњост | Република Кина (Тајван) 1949–садашњост | Република Кина (Тајван) 1949–садашњост | Република Кина (Тајван) 1949–садашњост | Република Кина (Тајван) 1949–садашњост | Република Кина (Тајван) 1949–садашњост |
| Сродни чланци - Кинеска историографија - Хронологија кинеске историје - Династија у кинеској историји - Језичка историја - Историја уметности - Привредна историја - Историја образовања - Историја науке и технологије - Правна историја - Медијска историја - Војна историја - Поморска историја |                                        |                                        |                                        |                                        |                                        |                                        |                                        |
| Ова кутија: прикажи разговор уреди |                                        |                                        |                                        |                                        |                                        |                                        |                                        |

Период зараћених држава (упрош: 战国时代; трад: 戰國時代; пин: Zhànguó Shídài) је период историје Кине од 5 вијека п. н. е. па до уједињења Кине под династијом Ћин 221. п. н. е. Номинално се сматра другим дијелом периода Источног Џоуа, који је слиједио период пролећа и јесени, иако је династија Џоу престала постојати 256. п. н. е., 35 година прије завршетка периода зараћених држава. Као и у ранијем периоду, краљ Џоуа је био тек симболична фигура. Назив Период зараћених држава потиче од Записа зараћених држава, историјске компилације која датира из ране династије Хан. Датум почетка периода зараћених држава је предмет расправе. Док неки аутори наводе 475. п. н. е. (иза формалног завршетка периода прољећа и јесени), такође се спомиње година 403. п. н. е. када је дошло до тројне подјеле Ђина.
Период зараћених држава је било вријеме када су, за разлику од периода прољећа и јесени, регионални господари рата и велможе анектирали мање сусједне државе. Иако је процес у ствари и почео у периоду прољећа и јесени, он се интензивирао, те се до 3. вијека п. н. е. наметнуло седам великих држава. Тих Седам зараћених држава (戰國七雄/战国七雄 Зхàнгуó Qīџиóнг, дословно "Седам хегемонија међу зараћеним државама"), су били Ћи (齊/齐), Цху (楚), Јан (燕), Хан (韓/韩), Џао (趙/赵), Веј (魏) и Ћин (秦). Још један знак промјена равнотеже власти су биле титуле: господари рата су раније за себе користили титулу војводе (公 гōнг) признајући тако сизеренство краља династије Џоу; у овом периоду су се, пак, почели звати краљевима (王 њáнг), што значи да су себе сматрали једнаким краљу Џоуа.

## Историја

### Позадина и формирање
Источна династија Џоу почела је да се ороњава око 5. века пре нове ере. Како је њихов утицај опадао, морали су да се ослањају на друге војске у другим савезничким државама, а не на сопствену војну силу. Преко 100 мањих држава је претворено у седам великих држава које су укључивале: Чу, Хан, Ђин, Веј, Јан, Ћи и Џао. Међутим, на крају је дошло до промене у савезима јер је владар сваке државе желео да буде независан на власти. То је изазвало стотине ратова између 535–286 пне. Победничка држава би имала општу власт и контролу у Кини.
Систем феудалних држава које је створила династија Западни Џоу претрпео је огромне промене након 771. п. н. е. бекством Џоу двора у савремени Луојанг и смањењем његове важности и моћи. Период пролећа и јесени довео је до тога да је неколико држава стекло власт на рачун многих других, а ове друге више нису могле да зависе од централне власти у погледу легитимитета или заштите. Током периода Зараћених држава, многи владари су полагали право на Небески мандат да би оправдали своје освајање других држава и проширили свој утицај.
Борба за хегемонију је на крају створила државни систем којим је доминирало неколико великих држава, као што су Ђин, Чу, Ћин, Јен и Ћи, док су мање државе Централне равнице обично биле њихови сателити и вазали. Постојале су и друге велике државе, као што су Ву и Јуе на југоистоку. Последње деценије пролећне и јесење ере обележила је повећана стабилност, као резултат мировних преговора између Ђина и Чуа који су успоставили њихове сфере утицаја. Ова ситуација је окончана поделом Ђина, при чему је држава подељена између кућа Хана, Џаоа и Веја и тако је омогућено стварање седам великих зараћених држава.

#### Подела Ђина (453–403. п. н. е.)
Владари Ђина су постојано губили политичку моћ од средине 6. века пре нове ере због својих номинално подређених племића и војних заповедника, што је ситуација проистекла из традиције Ђина која је забрањивала ометање поседа рођака из војводске куће. Ово је омогућило другим клановима да стекну феуде и војну власт, а деценије међусобне борбе довеле су до оснивања четири велике породице, Хан, Џао, Веј и Џи.
У бици код Ђинјанга су савезници Хан, Џао и Веј уништили породицу Џи (453. п. н. е.) и њихова земља је била подељена међу њима. Тиме су постали „де факто” владари већине Ђинове територије, иако је ова ситуација била званично призната тек пола века касније. Подела Ђина је створила политички вакуум који је омогућио током првих 50 година ширење Чуа и Јуа на север и Ђија на југ. Ђин је повећао контролу над локалним племенима и започео своју експанзију на југозапад до Сечуана.

### Ране зараћене државе

#### Три призната Ђина (403–364. п. н. е.)
Године 403. п. н. е., Џоу двор под краљем Вејли је званично признао Џаоа, Веја и Хана као непосредне вазале, чиме их је подигао у исти ранг као и друге зараћене државе.
Од пре 405. до 383. године п. н. е., три Ђина су била уједињена под вођством Веја и проширила се у свим правцима. Најважнија личност је био маркиз Вен од Веја (445–396 пне). Током 408–406 пне је освојио државу Џонгшан на североистоку на другој страни Џаоа. Истовремено је потиснуо границу на запад преко Жуте реке до реке Луо заузевши област Сихе (дословно 'западно од [Жуте] реке').
Растућа моћ Веја навела је Џаоа да одступи од савеза. Године 383. п. н. е. преместили су своју престоницу у Хандан и напали малу државу Веј. Нападнута држава је апеловала на маркиза Веја који је напао Џао на западној страни. Пошто је су били у опасности, Џао су позвали Чу. Као и обично, Чу је ово искористио као изговор да припоји територију на северу, али је диверзија омогућила Џаоу да заузме део Веја. Овај сукоб је означио крај моћи уједињених Ђина и почетак периода померања савеза и ратова на неколико фронтова.
Године 376. п. н. е., државе Хан, Веј и Џао свргнуле су војводу Ђинга од Ђина и поделиле последњу преосталу територију Ђина између себе, што је означило коначан крај државе Ђин.
Године 370. п. н. е., маркиз Ву од Веја је умро без именовања наследника, што је довело до рата за наследство. После три године грађанског рата, Џао са севера и Хан са југа напали су Веј. На ивици освајања Веја, вође Џаоа и Хана су се разилазиле око тога шта да раде са Вејем, и обе војске су се нагло повукле. Као резултат тога, краљ Хуеј од Веја (у то време још увек маркиз) успео је да се попне на престо Веја.
До краја периода Џао се проширио од висоравни Шанки преко равнице до граница Ћиа. Веј је стигао на исток до Ћија, Луа и Сонга. На југу, слабија држава Хан држала је источни и западни део долине Жуте реке, окруживала је краљевски домен Џоу у Луојангу и држала област северно од Луојанга звану Шангданг.